# Białobrzegi
Białobrzegi este un oraș în Polonia.